# Haminu Dramani
Haminu Dramani (Kumasi, 1º aprile 1986) è un ex calciatore ghanese, di ruolo centrocampista.

## Carriera

### Club
Dopo aver iniziato la carriera nei club ghanesi nel 2005 è passato alla Stella Rossa, in cui ha disputato però solo quattro match. Passato poi ai turchi del Gençlerbirliği l'anno seguente vi è rimasto per una stagione giocando da titolare e andando a segno due volte. Il 19 giugno 2007 è passato al Lokomotiv Mosca per la cifra di 3 milioni di euro. Nel 2009 ha giocato in prestito al Kuban' di Krasnodar dove ha totalizzato 27 presenze e 3 gol.

### Nazionale
Ha esordito in Nazionale nel 2005 contro l'Arabia Saudita. Chiamato anche nei Mondiali del 2006 ha segnato il suo primo gol contro gli Stati Uniti.